# Liste historischer Zeitungen in Deutschland
Die Liste historischer Zeitungen in Deutschland enthält Tageszeitungen in Deutschland, deren Erscheinen eingestellt wurde. 

## Geschichte
Seit dem 16. Jahrhundert gab es vervielfältigte Schriften, die aktuelle Nachrichten vermeldeten. Im 17. Jahrhundert erschienen die ersten regelmäßigen Zeitungen. Die erste Tageszeitung waren die Einlaufenden Zeitungen in Leipzig von 1650. Danach erschienen vor allem wöchentliche Publikationen.
Seit Mitte des 19. Jahrhunderts erschienen in den meisten deutschen Städten mindestens eine Tageszeitung.
Nach 1945 reduzierte sich deren Anzahl, besonders in der Sowjetischen Besatzungszone und in der DDR. Durch die neuen elektronischen Medien wie Radio, Fernsehen und später Internet nahm die Bedeutung von gedruckten Zeitungen kontinuierlich ab. In der Gegenwart (2024) gibt es in den meisten Regionen nur noch sehr wenige regionale Tageszeitungen, zum Beispiel im Land Brandenburg nur noch vier.

## Tageszeitungen

### Baden-Württemberg
- Allgemeine Zeitung 1798–1925, „Cotta'sche Zeitung“. Tübingen; Stuttgart; Ulm; Augsburg; München ZDB-ID 2747832-4
- Badische Allgemeine Zeitung (AZ), 1949–1967 Umbenennungen: Badische Abendzeitung 1949-1951, Badische Allgemeine Zeitung 1959–1960 Allgemeine Zeitung für Karlsruhe und Mittelbaden, 1960-1966, Südwestdeutsche Allgemeine Zeitung 1966-1967
- Badischer Beobachter
- Badische Landeszeitung, 1849–1922
- Badische Presse, 1890–1944
- Badisches Volksecho, KPD, Mannheim, 1947–1956, 1946–1947 Badische Volksstimme[1]
- Badische Volks-Zeitung / Mannheimer Stadt-Anzeiger und Handels-Zeitung, 1885–1886
- Bauländer Bote
- Bruchsaler Post
- Das Volk
- Das neue Baden
- Der neue Tag, KPD, Offenburg[2]
- Deutsche Zeitung (1847–1850), Heidelberg
- Eppinger General-Anzeiger (1928–1936)
- Karlsruher Zeitung, 1758–1933
- Karlsruher Tagblatt
- Mannheimer General-Anzeiger : Badische Neueste Nachrichten, 1916–1924
- Heilbronner Tagblatt, nationalsozialistische, 1932–1945
- Neue Badische Landeszeitung, Mannheim, 1866–1934 (linksliberal/freisinnig/demokratisch)
- Neue Mannheimer Zeitung : Mannheimer General-Anzeiger, 1924–1943
- Oberdeutsche Zeitung, 1842–1843
- Rastatter Nachrichten

- Unser Tag, KPD, Offenburg, gegründet 1946[3]
- Volksstimme, KPD, Stuttgart[4]

### Bayern
- Allgemeine Zeitung (1798–1925), „Cotta'sche Zeitung“. Tübingen; Stuttgart; Ulm; Augsburg; München ZDB-ID 2747832-4
- Bayrisches Volksecho, KPD, München[5]
- Deutsche Tribüne (1831–1832), München
- Es muß Tag werden!, 1848/1849, München
- Münchner Neueste Nachrichten bis 1945 Vorgängerin der Süddeutschen Zeitung
- National-Zeitung (München) (1950/1951–2019), München
- Neue Zeitung, KPD, München, 1918–1933
- Nordbayrische Volkszeitung, KPD, Nürnberg[6]
- Regensburger Tagblatt, 1836–1913, 1924, 1930–1931[7]
- Südbayerische Volkszeitung, kommunistisch, München

### Brandenburg
- Märkische Volksstimme (heute Märkische Allgemeine)

### Hamburg
- Hamburger Echo (SPD)
- Hamburger Fremdenblatt (1864–1944; 1954)
- Hamburger Volkszeitung, KPD, gegründet 1946[8]

### Hessen
- Abendpost/Nachtausgabe, Frankfurt am Main, entstanden aus Frankfurter Nachtausgabe und Abendpost
- Der Bote aus Cassel, Kurhessen 1814–?
- Casseler Volksblatt
- Darmstädter Tagblatt, 1738–1986, bis 1874 als „Darmstädtische Frag- und Anzeigungs-Blättgen“
- Deutsche Volkszeitung, Fulda, 1953, danach Wochenzeitung in Düsseldorf
- Frankfurter Zeitung, gegründet 1856
- Freie Hessische Zeitung, Gießen, (1848), kritische politische Zeitung
- Fuldaer Volkszeitung (1945–1974)
- General-Anzeiger auch Frankfurter General-Anzeiger und Frankfurter Anzeiger, Frankfurt am Main
- General-Anzeiger der Stadt Mannheim und Umgebung, 1886–1916
- Hessischer Kurier
- Hünfelder Kreisblatt
- Marburger Presse
- Nassauer Bote, Limburg/Lahn
- Neue Hessische Zeitung, Kassel (1848–1850), liberale Zeitung
- Oberhessische Zeitung
- Sozialistische Volkszeitung, kommunistisch, Frankfurt am Main
- Wiesbadener Tagblatt (1852–2020)

### Mecklenburg-Vorpommern
- Freie Erde (heute Nordkurier)
- Malchower Nachrichten (1878–1904)[9], dann Malchower Tageblatt (1904–1929)[10]
- Norddeutsche Zeitung (DDR)

### Niedersachsen
- Deister-Leine-Zeitung (1885–2012)
- Der Gemeinnützige (Varel), aufgegangen in der Nordwestzeitung (Regionalteil mit gleichem Namen täglich beigelegt)
- Der Jeverland-Bote (Jever), aufgegangen in der Nordwestzeitung (Regionalteil mit gleichem Namen täglich beigelegt)
- Hannoverscher Kurier
- Hannoversche Landesblätter, erschienen 1831 bis 1848
- Die Wahrheit, KPD, Hannover[11]
- Niedersächsische Volksstimme, KPD, Hannover, gegründet 1946[12]
- Wilhelmshavener Kurier (1931–1945), parteiamtl. Tageszeitung der NSDAP[13]
- Wilhelmshavener Rundschau, fusioniert mit der Wilhelmshavener Zeitung

### Nordrhein-Westfalen
- Aachener Anzeiger/Politisches Tageblatt (1878–1944)
- Aufwärts, christliches Tageblatt, Bielefeld, ca. 1922 - ca. 1938
- Baunach- und Itzbote, Ebern
- Borbecker Nachrichten, 1949–2018
- Bote vom Niederrhein (1865–1866), Duisburg
- Buersche Zeitung (1881–2006)
- Dortmunder General-Anzeiger, 1933
- Duisburger General-Anzeiger
- Echo der Gegenwart (1848–1935), Aachen
- Essener Volkszeitung (1868–1941)
- Freie Presse, Bielefeld
- Freies Volk, KPD-Zentralorgan, Düsseldorf, 1949–1956
- Freies Volk, KPD, Dortmund, 1949–1950[14]
- Freiheit, KPD, Düsseldorf, 1946–1949[15]
- Freisoziale Presse, Lüdenscheid offizielles Organ der Freiwirtschaftsbewegung
- Kölner Volksstimme, kommunistisch
- Kölnische Zeitung nationalistisch, wurde 1945 verboten
- Lippische Intelligenzblätter (1767–1842), ab 1809 Fürstlich-Lippisches Intelligenzblatt
- Lippische Rundschau (eingestellt 2003)
- Mindener Zeitung
- Münsterischer Anzeiger (1852–1936), Münster
- Neue Volkszeitung, KPD, Dortmund, gegründet 1948[14]
- Osnabrücker Tageblatt (1884–1967), mit der Neuen Tagespost fusioniert
- Rhein- und Ruhrzeitung, Duisburg
- Rheinisch-Westfälische Zeitung (1883–1944), Essen
- Volksecho für Westfalen und Lippe, KPD, Detmold, gegründet 1946[16]
- Volksstimme, KPD, Köln, gegründet 1946[15]
- Volkswacht, Bielefeld (1890–1933) SPD
- Westdeutsches Volksecho, KPD, Dortmund, 1946–1948[16]
- Westfälischer Anzeiger (1796–1809), Dortmund
- Westfälischer Merkur (1822–1929), (Münster), zuletzt Parteiorgan der Zentrumspartei ZDB-ID 983571-4
- Westfälischer Volksfreund (1848–1850)

### Rheinland-Pfalz
- Neues Leben, KPD, Ludwigshafen am Rhein, gegründet 1947[17]
- Trier'sche Zeitung[18]
- Trierische Landeszeitung
- Westpfälzische Rundschau, bis 1971 in den Landkreisen Homburg und St. Ingbert

### Saarland (Saargebiet)
- Deutsche Tribüne (1831–1832), München, dann Homburg
- Neue Zeit, KPD, Saarbrücken, gegründet 1946[19]
- Volksstimme, Organ der Sozialdemokratischen Partei des Saargebiets ZDB-ID 201220-0

### Sachsen
Einige sächsische Tageszeitungen sind digitalisiert einsehbar.
Döbeln
- Döbelner Anzeiger (1838–1945), auch in Lommatzsch und Rosswein

Dresden
- Die Union, 1946–, CDU
- Dresdner Abend-Zeitung, 1805–1806, 1817–1843
- Dresdner Anzeiger, bis 1943
- Dresdner Journal, 1846–1914, dann Sächsische Staatszeitung, 1914–1932
- Dresdner Nachrichten
- Dresdner Neueste Nachrichten, 1903–1943
- Dresdner Volkszeitung, auch Dresdner Volksbote
- Dresdner Zeitung, 1848–1850
- Dresdner Zeitung, 1943–1945
- Sächsische Neueste Nachrichten
- Sächsische Volkszeitung
- Sächsisches Tageblatt, 1946–1990, LDPD
- Volksstimme, 1945–1946, SPD

Kötzschenbroda
- Kötzschenbrodaer Zeitung

Leipzig
- Deutsche Allgemeine Zeitung (1843–1879)
- Die Leipziger Andere Zeitung, 1990–1991
- Einlaufende Zeitungen, 1650–1652, erste deutschsprachige Tageszeitung

- Illustrirte Zeitung (1843–1944)
- Leipziger Neueste Nachrichten
- Leipziger Tageblatt (1807–1926), liberal
- Leipziger Zeitung, 1810–1918
- Leipziger Zeitung, 1946–1948
- Neue Leipziger Zeitung

Radebeul
- Radebeuler Tageblatt

### Sachsen-Anhalt
Die Universitäts- und Landesbibliothek in Halle hat ein umfangreiches Verzeichnis von historischen Zeitungen und Zeitschriften in Sachsen-Anhalt erstellt.

### Schleswig-Holstein
- Lübecker Freie Presse
- Lübecker Zeitung
- Lübeckische Anzeigen (1751–1934), überparteilich
- Norddeutsches Echo, KPD, Kiel, gegründet 1946[14]
- Ostfriesische Rundschau
- Schleswig-Holsteinische Volkszeitung

### Thüringen

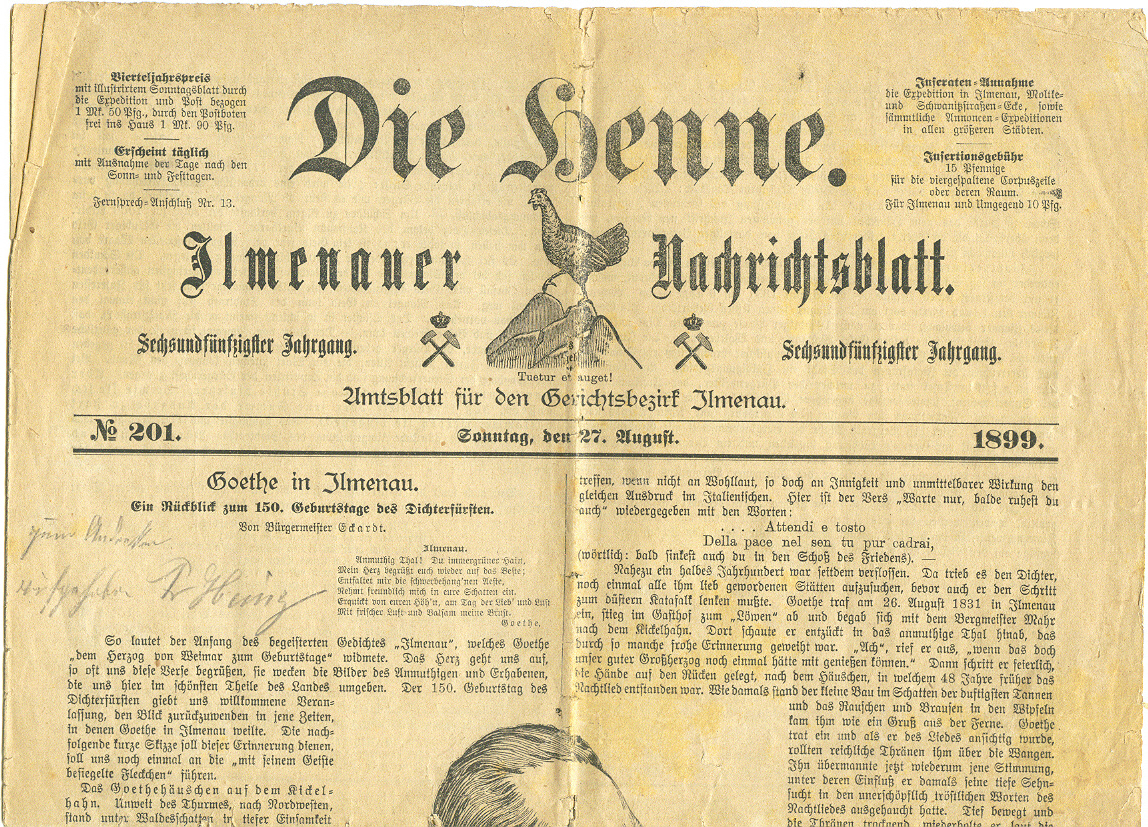
Die Henne (Ilmenau) von 1899

- Der Deutsche, Sondershäuser Tageblatt, Amtlicher Anzeiger von Schwarzburg-Sondershausen (1813–1943)
- Die Henne, 1843 bis 1945 Tageszeitung im Amtsbezirk Ilmenau (Thüringen)

Siehe auch Liste von Zeitungen im Eichsfeld
- Eichsfelder Volksblatt
- Thüringer Volkswacht

## Weitere Zeitungen und Zeitschriften

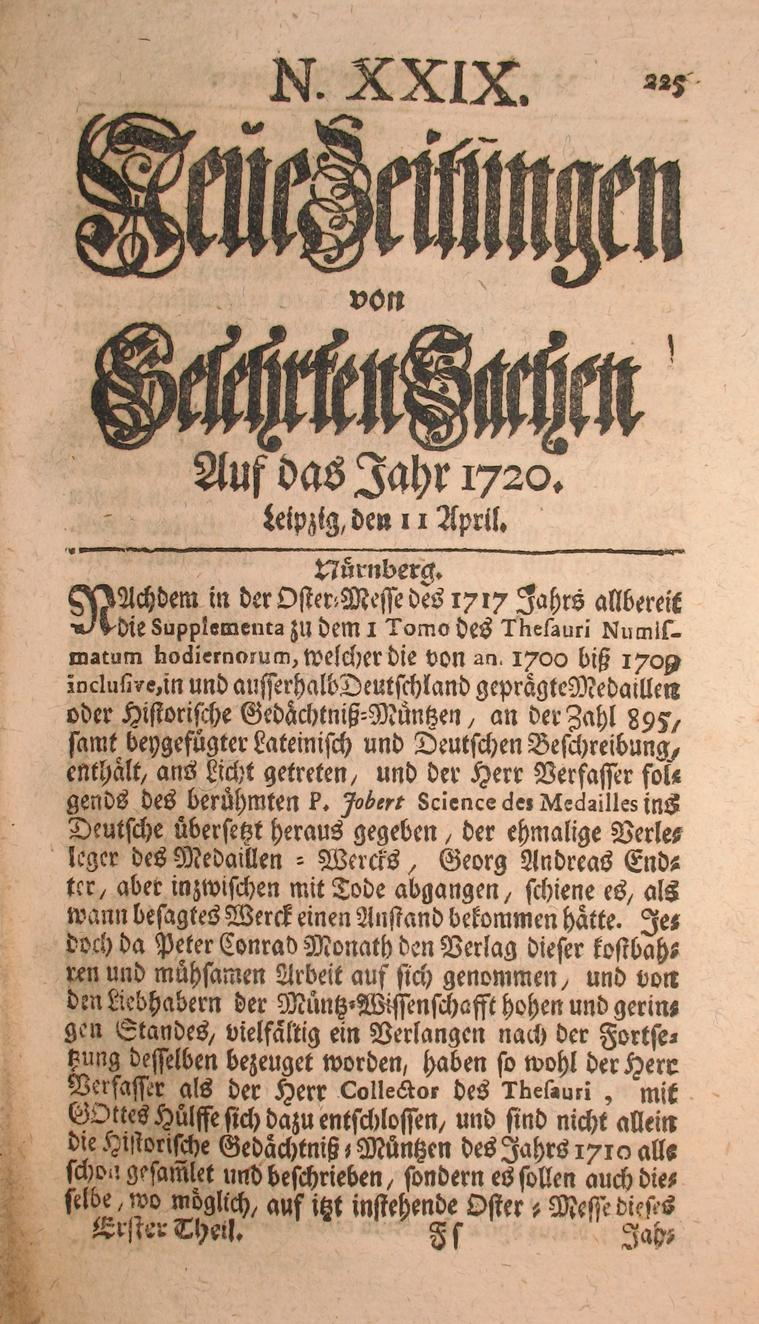
Neue Zeitungen von Gelehrten Sachen, Leipzig, vom 11. April 1720

Es gab unzählige deutsche Zeitungen und Zeitschriften, die wöchentlich oder seltener erschienen. Suche bzw. ergänze diese vor allem in den verschiedenen spezialisierten Listen.
- Berlin Rom Tokio (1939–1944), Berlin
- Berliner Illustrirte Zeitung
- Christ und Welt (1948–1980), Stuttgart
- CV-Zeitung (1922–1938), Berlin, jüdische Wochenzeitung
- Das Evangelische Deutschland (1924–1945), Berlin[22]
- Der Freimütige
- Der Jude in Deutschlands Gegenwart (1846/47)
- Der Schlesier (1948–2015)
- Der Wahrheitszeuge (1893–19??), Wochenzeitschrift der deutschen Baptisten, heute: Die GEMEINDE
- Deutsche Litteraturzeitung (1880–1993), Berlin
- Deutsche Volkszeitung, Düsseldorf, 1954–1989, wöchentliche linksliberale Zeitung
- Die Grüne Post (1927–19??), Ullstein-Verlag Berlin, populäre Sonntagszeitung, über 100.000 Exemplare
- die neue, Berlin, DGB
- die tat, Wochenzeitung, (1950–1983) fusionierte 1983 mit der Deutschen Volkszeitung zur Deutschen Volkszeitung/die tat. Wochenzeitung für Demokratie und Frieden
- Die Woche (1993–2002), Hamburg
- Essener Woche, 1951–1975
- Frauen-Zeitung (1849–1852), Gründerin Louise Otto-Peters
- Freimütiges Abendblatt, (1818–1845), wöchentliche Zeitung im Herzogtum Mecklenburg-Schwerin[23]
- Gnädigst privilegirtes Leipziger Intelligenzblatt (1763–1848), Leipzig
- Industriekurier (1948–1970)
- Jüdische Zeitung (2005–2014), Berlin
- Phönix, Hamburg (1847/48)[24]
- Kasseler Sonntagsblatt
- Langener Zeitung, Regionalzeitung
- Neue Zeitungen von Gelehrten Sachen (1715–1784), Leipzig
- Publik (1968–1971), katholische Wochenzeitung
- Sonntag Aktuell (1979–2016)
- Super!
- Wage (1848–1852), zweimal wöchentlich
- Wochenblatt für Uetersen (1884–1929), später Uetersener Nachrichten
- Wochenpost (DDR, 1996 eingestellt)

Unbestimmt
- Deutsche Zeitung (1896–1934)
- Deutsche Zeitung und Wirtschaftszeitung
- Lauchert Zeitung, Gammertingen (1879–1943)
- Seeblätter, Konstanz
- Tribüne der Demokratie, KPD, Bremen[25]
- Unsere Stimme, KPD, Schwenningen, gegründet 1947[3]
- Warsteiner Zeitung

## Fremdsprachige Zeitungen
- Narodowiec, Herne (1909–1925), fortgeführt unter dem Titel „Naród“ (1925–1939)[26]
- Ranica, Berlin (1939–1945)
- Wiarus Polski, Bochum